# Велика-Людина
Велика-Людина (хорв. Velika Ludina) — община с центром в одноимённом посёлке в центральной части Хорватии, в Сисацко-Мославинской жупании. Население общины 2625 человек (2011), население посёлка — 751 человек. В состав общины кроме административного центра входят ещё 11 деревень.
Подавляющее большинство населения общины составляют хорваты — 98,1 %.
Населённые пункты общины находятся в юго-западной части региона Мославина севернее природного парка Лоньско Поле. Община находится в северной части жупании на границе с Загребской жупанией, которая здесь проходит по реке Чесма. В 4 км к юго-востоку от посёлка Велика-Людина находится город Поповача, в 25 км к юго-западу — Сисак. Через территорию общины проходит автомагистраль A3 и параллельная ей бесплатная дорога Иванич-Град — Кутина, а также шоссе D36, соединяющее Поповачу и Сисак. Рядом с посёлком Велика-Людина есть ж/д станция на линии Загреб — Славонски-Брод.